# Енгелберт III фон Марк (Кьолн)
Енгелберт (на немски: Engelbert von der Mark; * 1304, † 25 август 1368) от Дом Ламарк, е от 1345 до 1364 г. епископ на Лиеж и като Енгелберт III от 1364 до 1368 г. архиепископ на Кьолн и херцог на Вестфалия.

## Живот
Той е вторият син на граф Енгелберт II фон Марк († 1328) от Графство Марк и съпругата му Матилда/Мехтхилд фон Аренберг († 1328), дъщеря наследничка на граф Йохан фон Аренберг (1267 – 1280) от Графство Аренберг. Той е чичо на граф Енгелберт III фон Марк.
Под влиянието на чичо му Адолф II, епископът на Лиеж, той става през 1332 г. домпропст в Лиеж. Енгелберт става също домпропст на Кьолн.
През 1345 г. след смъртта на чичо му, епископ Адолф II, папа Климент VI го назначава за епископ на Лиеж. През 1362 г. той кандидатства за стола на архиепископа на Кьолн, губи обаче в полза на племенника си, Адолф II фон Марк. Когато племенникът му през 1364 г. се отказва от поста си, Енгелберт е издигнат от папа Урбан V на архиепископ на Кьолн.
Енгелберт умира на 25 август 1368 г. и е погребан във висок гроб в капелата на катедралата на Кьолн.